# Gladovec Kravarski
Gladovec Kravarski es una localidad de Croacia en el municipio de Kravarsko, condado de Zagreb.

## Geografía
Se encuentra a una altitud de 193 m s. n. m. a 35,6 km de la capital nacional, Zagreb.

## Demografía
En el censo 2011, el total de población de la localidad fue de 200 habitantes.
Según estimación 2013 contaba con una población de 195 habitantes.